# Thomas Naglieri
Thomas Naglieri, francoski lokostrelec, * 14. september 1985.
Sodeloval je na lokostrelskem delu poletnih olimpijskih igrah leta 2004, kjer je osvojil 60. mesto v individualni in 10. mesto v ekipni konkurenci.